# Burg Herzogenstein
Die Burg Herzogenstein, auch Rheineck – seinerzeit R(h)ineck genannt – ist eine mittelalterliche, nie vollendete Höhenburg in Spornlage aus dem 14. Jahrhundert, die sich fünf Kilometer südwestlich von Bornich auf der rechtsrheinischen Anhöhe, dem Roßstein nahe dem Dorf Dörscheid im Rhein-Lahn-Kreis in Rheinland-Pfalz, erhob.

## Lage
Die Flurbezeichnung „Alte Burg“ im Bereich der Ruine weist noch auf das Vorhandensein der einstigen Anlage hin – vergleichbar mit Burg Heppenheft. Nördlich von ihr in 2,6 km Entfernung liegt der Loreleyfelsen, südwestlich auf der linksrheinischen Seite Oberwesel mit der rheinabwärts liegenden Insel Tauber Werth.

## Anlage
Heute sind nur noch wenige Überreste der unvollendeten Burg erhalten. Nachweisen lassen sich die Reste eines Turms, eines zwischen acht und zehn Meter breiten Gebäudes sowie einiger Mauern.
Die Ruine ist frei zugänglich. Die Anfahrt ist über Dörscheid möglich, dann über den Wirtschaftsweg zur Ruine. Der Rheinsteig führt ebenfalls an der Ruine vorbei.

## Geschichte
Der Erwerb von Stadt und Burg Kaub (Burg Gutenfels) mit den Dörfern Weisel, Nieder- und Oberdörscheid (bis 1640, heute Dörscheid) brachte der Pfalzgrafschaft 1277 den ersten rechtsrheinischen Besitz am Mittelrhein. Zu dessen Sicherung plante Pfalzgraf Ruprecht I. im Jahre 1359 die Errichtung einer Höhenburg auf einer Felsgruppe – dem Roßstein – der Rheinanhöhe nordwestlich von Dörscheid; der Roßstein war günstig und wirkungsvoll unmittelbar am Tal des Urbachs, dem Grenzbach zur Grafschaft Katzenelnbogen, gelegen.
Der Trierer Erzbischof Boemund II. intervenierte in Unterstützung der Stadt Oberwesel, damals noch Wesel genannt, die Bauabsicht, da man sich benachteiligt und vom Rheinverkehr abgeschnitten sah, falls die neue Burg eine Zollstelle werden sollte.
Zunächst lenkte Ruprecht I. auf Vermittlung des Grafen Wilhelm II. von Katzenelnbogen ein (6. Januar 1360 Baustillstand), setzte dann aber die Arbeiten an der neuen Burganlage fort. Bewaffnete Auseinandersetzungen und Querelen mit Oberwesel zogen sich über das Jahr hin, bis schließlich Kaiser Karl IV. sich einschaltete und im Herbst 1360 den Pfalzgrafen von der Einstellung seines Bauvorhabens überzeugen konnte.
Im folgenden Jahr fehlte die geplante Burg Herzogenstein in der Aufzählung der pfalzgräflichen Landesburgen in den rechtsrheinischen Besitzungen (Kaub, der Pfalzgrafenstein im Rhein, die Sauerburg), was darauf schließen lässt, dass der Bau von Burg Herzogenstein eingestellt worden war, möglicherweise wurde die Baustelle zerstört. Der bereits eingesetzte Burgmann übernahm 1362 oder 1364 Burg Kaub.